# Kinder der Erde
Die Kinder der Erde ist ein sechsbändiger Romanzyklus der Autorin Jean M. Auel rund um die Heldin Ayla, dessen erster Band, Ayla und der Clan des Bären, 1980 erschien.
Ayla, als Waise von einem der vereinzelten Clans aufgezogen und zur Heilerin ausgebildet, findet den schwer verletzten Jondalar. Sie rettet sein Leben, und es entspinnt sich eine erotische Liebesgeschichte zwischen den beiden.
Mit dem Erscheinen des zweiten Bandes wurde die Saga zu einem Weltbestseller und machte die Autorin fast über Nacht weltberühmt. Die weltweite Auflage belief sich auf über 25 Millionen Exemplare. Die Ayla-Romane wurden in 29 Sprachen übersetzt. Die häufige Beschreibung von Geschlechtsverkehr und Sexualität hat dazu geführt, dass der Romanzyklus von der American Library Association auf der Liste der 100 zwischen 1990 und 2000 am häufigsten zensierten Bücher steht.

## Bände

### Ayla und der Clan des Bären
Aylas Sippe wird bei einem Erdbeben ausgelöscht; sie überlebt als Einzige. Der „Clan des Bären“ (Neandertaler, auch Flachschädel genannt) findet das verwaiste Kind der „Anderen“ (Cro-Magnon-Menschen) und nimmt es auf. Von Iza, der Medizinfrau des Clans, und deren Bruder Creb, dem „Mog-ur“ genannten Schamanen des Clans, wird sie am Herdfeuer aufgenommen. Iza behandelt Ayla wie eine Tochter, ist jedoch entsetzt, wie groß und hässlich (in ihren Augen) Ayla im Laufe der Zeit wird. Da sie überzeugt ist, dass das Mädchen nie einen Gefährten finden wird, bildet sie es in der Heilkunst aus. Das Wissen um Pflanzen und ihre Wirkung bringt sehr hohes Ansehen unter den Clan-Angehörigen.
Obwohl die meisten Angehörigen des Clans Ayla mögen oder sie zumindest dulden, bleibt sie eine Außenseiterin. Sie versucht sich anzupassen, aber ihr ganzes Wesen ist anders, spontaner, experimentierfreudiger und weniger von Traditionen geleitet. Sie bringt sich selbst das Jagen mit einer Steinschleuder bei; in der geschlechtergetrennten Gesellschaft ist das Frauen eigentlich bei Todesstrafe verboten. Als ihr Geheimnis entdeckt wird, wird sie nur für einen Mond „verbannt“, weil sie mit ihrer Fertigkeit ein Clan-Kind rettete. Sie kann aber zurückkehren, und ihr wird als „Frau, die jagt“ der Gebrauch der Schleuder genehmigt.
Vom Clan-Mann Broud gehasst und vergewaltigt, bekommt sie ein Kind „gemischter Geister“, das der Clan-Führer Brun als krank und missgebildet ablehnt. Ihr Sohn Durc wird schließlich doch im Clan anerkannt und darf bei seiner Mutter bleiben. Bei einer Versammlung sämtlicher regionaler Clans wird Durc ein Mädchen versprochen, das durch Vergewaltigung durch einen „Anderen“ entstand.
Drei Jahre später wird Ayla von dem neuen Clan-Führer Broud wegen einer Nichtigkeit vertrieben. Durc bleibt allein zurück.
Bei Auel sind die Clan-Leute sehr traditionsverhaftet, vor allem, weil sie ihre Erinnerungen weitervererben; beispielsweise wird die Clansprache nicht erlernt, sondern „wiedererinnert“. Es handelt sich um eine durch wenige Laute ergänzte Zeichensprache.
Dieser Band wurde 1986 verfilmt – siehe Ayla und der Clan des Bären.

### Ayla und das Tal der Pferde
Nachdem sie vom Clan des Bären verstoßen wurde, zieht Ayla alleine durch die Steppen auf der Suche nach den „Anderen“, von denen sie abstammt. Sie findet schließlich im „Tal der Pferde“ eine Höhle, in der sie einen Winter bleiben will. Als sie bei einer Jagd auf Wildpferde eine Stute tötet, nimmt sie das zurückgebliebene Fohlen bei sich auf. „Winnie“ lebt zusammen mit Ayla in der Höhle und leistet ihr später bei der Jagd und beim Transport der Beute gute Dienste. Durch eine Jagd wird ein Höhlenlöwen-Junges überrannt, welches Ayla ebenso aufnimmt und mit aller Liebe aufzieht. Auch „Baby“ ist der Frau später beim Jagen eine große Hilfe. Wegen der Tiere, da Winnie trächtig wird, zögert Ayla allerdings auch, weiter nach anderen Menschen zu suchen. Insgesamt bleibt sie drei Jahre im Tal der Pferde; in dieser Zeit entdeckt sie auch, dass man durch das Zusammenschlagen von Pyrit und Feuerstein ein Feuer entfachen kann.
Zur gleichen Zeit, als Ayla vertrieben wird, macht sich Jondalar vom Volk der Zelandonii gemeinsam mit seinem Bruder Thonolan auf, um dem „großen Mutter-Fluss“ (Donau) von seiner Quelle bis zum Schwarzen Meer zu folgen. Sie überwintern bei den Sharamudoi. Thonolan verliebt sich und heiratet eine Frau dieses Stammes. Als diese im Kindbett stirbt, hält Thonolan es dort nicht mehr aus und will seine Reise zum Donaudelta fortsetzen. Der besorgte Jondalar begleitet ihn, obwohl er eigentlich lieber zu den Zelandonii zurückkehren will. Thonolan hat keine Angst mehr vor dem Tod und bringt sich fast absichtlich in Gefahr, nur die brüderliche Liebe von Jondalar hält ihn davon ab, zu sterben. Als Thonolan in Gefahr ist und sein Bruder ihm nicht helfen kann, finden Mamutoi (Mammutjäger) die beiden und retten Thonolan. Vom Donaudelta aus gehen beide nach Norden, um mit anderen Mammutjägern ein Mammut zu jagen. Thonolan wird von Aylas Höhlenlöwen „Baby“ getötet, Jondalar schwer verletzt. Ayla findet ihn und pflegt ihn wieder gesund. Als Jondalar aufwacht, findet er die wunderschöne Ayla vor, die einer Stute hilft, ihr Fohlen auf die Welt zu bringen. Ayla kann sich nicht mit Jondalar verständigen. Die beiden verlieben sich trotzdem. Um zueinander zu finden, müssen sie jedoch ihre sehr unterschiedlichen kulturellen Hintergründe überwinden, insbesondere muss Jondalar einsehen, dass die Flachschädel-Sippe, die Ayla aufzog, Menschen und keine Tiere sind.
Zu Ende des Buches verlassen Ayla und Jondalar das Tal der Pferde für einen mehrtägigen Ausflug. Auf ihrer Reise durch die eiszeitlichen Steppen treffen sie auf ein Volk von Mamutoi, denen sie sich anschließen.

### Ayla und die Mammutjäger
Ayla und Jondalar treffen zufällig auf eine Gruppe von Mammutjägern (Mamutoi), denen sie sich anschließen.
Im Löwen-Lager sind beide sehr beliebt. Aufgrund ihres profunden Wissens als Heilerin wird Ayla von den Mamutoi adoptiert. Der dunkelhäutige Ranec hat es besonders auf Ayla abgesehen. Der talentierte Elfenbeinschnitzer umwirbt die junge, blonde Frau, und es gelingt ihm, sie immer mehr für sich einzunehmen. Auslöser dafür ist ein Missverständnis zwischen Ayla und Jondalar, das praktisch während des gesamten Buchs aufrechterhalten wird: Jondalar ist sich nicht sicher, ob seine Liebe bedingungslos ist. Er hat Angst, zu Ayla und ihrer „Clan“-Vergangenheit zu stehen, denn die „Flachschädel“ gelten in den meisten Völkern als Tiere, und Mischlinge aus Flachschädeln und Menschen gelten als abscheuliche Missgeburten. Ayla versteht aufgrund ihres Clan-Hintergrunds Jondalars Probleme nicht und kann sich ihm nicht nähern. Auel lässt keinen Zweifel, dass die beiden sich noch lieben, aber ihr Glück wird durch Verständigungsschwierigkeiten und ihre unterschiedlichen kulturellen Hintergründe verhindert. Die beiden leben ständig aneinander vorbei, bis Jondalar beschließt, wieder in seine Heimat zu ziehen, während Ayla einwilligt, Ranecs Frau zu werden, ohne ihn jedoch so zu lieben wie Jondalar. Unmittelbar vor der Heirat von Ayla und Ranec flüchtet Jondalar – seelisch zerrüttet – aus dem Lager der Mamutoi. Ayla folgt ihm in letzter Sekunde; das Buch endet in einem Happy End, indem Ayla und Jondalar sich auf den Weg machen zu den Zelandonii, Jondalars Volk.

### Ayla und das Tal der Großen Mutter
Ayla und Jondalar haben die Mammutjäger verlassen, um zu Jondalars Sippe zurückzukehren. Über tausend Seiten geht die Reise entlang der Donau und über den gletscherbedeckten Schwarzwald, bis die beiden schließlich am Ziel ankommen. Dabei besuchen sie für kurze Zeit einige an der Wegstrecke lebende Stämme, die häufig zunächst Angst vor ihren tierischen Begleitern, den Pferden Winnie und Renner und dem Wolf haben. Unter anderem besuchen sie auch die Sharamudoi, mit denen Jondalar und sein Bruder Thonolan drei Jahre gelebt haben.
Die lange Reise ist nicht gefahrlos, insbesondere als sie auch im Herbst und Winter weiterziehen, anstatt bei einem der Stämme zu überwintern. Gegen Ende des Winters gerät Jondalar in die Fänge des Amazonenstamms der S’Armunai, wo Männer wie Sklaven gefangen und behandelt werden. Ayla befreit Jondalar, gemeinsam gelingt es ihnen später auch, die Anführerin Attaroa zu töten; mit deren Tod kehren die S’Armunai wieder zu dem vorher üblichen gleichberechtigten Miteinander von Männern und Frauen zurück.
Durch den Zwischenfall bei den S’Armunai haben Ayla und Jondalar viel Zeit verloren, sie schaffen es gerade noch rechtzeitig, den Gletscher zu überqueren. Der Rest der Reise ist problemlos. Kurz vor der Ankunft bei Jondalars Stamm stellt Ayla fest, dass sie schwanger ist, ebenso wie auch ihre Stute Winnie.

### Ayla und der Stein des Feuers
Ayla und Jondalar leben nun bei seinem Volk, den Zelandonii. Jondalar wird nach seiner langen Reise freudig begrüßt und lebt sich schnell wieder ein, während Ayla – wieder einmal – die Außenseiterin ist. Doch aufgrund ihrer außergewöhnlichen Heilkünste wird auch sie rasch akzeptiert und aufgenommen. Beim Sommertreffen der Zelandonii verbinden sich Ayla und Jondalar miteinander. Im folgenden Winter bringt Ayla ihre Tochter Jonayla – benannt nach Mutter und Vater – zur Welt. Auch Winnie bekommt ihr Fohlen, das aufgrund seiner Farbe „Grau“ getauft wird. Ayla wehrt sich gegen das Drängen der Zelandoni, dem Kreis der Priester (dem auch die Künstler angehören) beizutreten. Am Ende wird angedeutet, dass sie dem Drängen nachgibt.

### Ayla und das Lied der Höhlen
Ayla ist die Gehilfin der Ersten, unter denen die Doni (der großen Erdenmutter) dienen, geworden. Sie beginnt mit ihrer Ausbildung, im Rahmen derer sie viel reisen und sich vielen Einschränkungen (Verzicht auf Nahrung, Wasser, Schlaf oder Geschlechtsverkehr) unterziehen muss. Dadurch vernachlässigt sie gezwungenermaßen Jondalar und ihre Tochter Jonayla. Jondalar beginnt daraufhin eine heimliche Affäre mit einer früheren Geliebten. Als Ayla dies aus Zufall herausfindet, gerät ihre Beziehung in Gefahr. Sie stürzt sich in ihre Aufgaben als Zelandoni und geht dabei ein großes Risiko ein. Als sie durch eine bewusstseinsverändernde Droge in einen komaähnlichen Zustand fällt, kann nur Jondalar sie retten und die beiden finden ihre Liebe zueinander wieder.

## Englische Ausgaben
- Jean M. Auel: The Clan of the Cave Bear. Crown Publishers, New York 1980, ISBN 0-517-54202-1.
- Jean M. Auel: The Valley of Horses. Crown Publishers, New York 1982, ISBN 0-517-54489-X.
- Jean M. Auel: The Mammoth Hunters. Crown Publishers, New York 1985, ISBN 0-517-55627-8.
- Jean M. Auel: The Plains of Passage. Crown Publishers, New York 1990, ISBN 0-517-58049-7.
- Jean M. Auel: The Shelters of Stone. Crown Publishers, New York 2002, ISBN 0-553-28942-X.
- Jean M. Auel: The Land of Painted Caves. Crown Publishers, New York 2011, ISBN 978-0-517-58051-6.

## Deutsche Ausgaben
- Jean M. Auel: Ayla und der Clan des Bären. Heyne Verlag, München 2002, ISBN 3-453-21525-7. (Taschenbuch)
- Jean M. Auel: Ayla und das Tal der Pferde. Heyne Verlag, München 2002, ISBN 3-453-21522-2. (Taschenbuch)
- Jean M. Auel: Ayla und die Mammutjäger. Heyne Verlag, München 2002, ISBN 3-453-21524-9. (Taschenbuch)
- Jean M. Auel: Ayla und das Tal der Großen Mutter. Heyne Verlag, München 2002, ISBN 3-453-21523-0. (Taschenbuch)
- Jean M. Auel: Ayla und der Stein des Feuers. Heyne Verlag, München 2003, ISBN 3-453-86945-1. (Taschenbuch)
- Jean M. Auel: Ayla und das Lied der Höhlen. Heyne Verlag, München 2011, ISBN 978-3-453-26543-1. (Gebundene Ausgabe)

## Historischer Hintergrund
Archäologische Ausgrabungsfunde bilden in diesen Romanen die (prä-)historischen Anknüpfungspunkte, um die herum die Autorin ihre Geschichte entfaltet. Feuerstein- und Knochenwerkzeuge können in vielen europäischen Museen besichtigt werden; Frauenfiguren wie die Venus von Willendorf oder ein in der Eisschicht der Tundra konserviertes Mammut sind seltenere beziehungsweise einzigartige Zeugnisse. Um den Zusammenhang zu verdeutlichen, enthält jeder der Romanbände eine Karte des steinzeitlichen Europas mit den fiktiven Reisewegen der Hauptfiguren und den realen Fundorten vorgeschichtlicher Artefakte.